# Serveur de démarrage
Un serveur de démarrage (boots servers en anglais) a comme tâche principale de partager avec les terminaux un système de fichiers qu'ils utilisent entre autres pour effectuer leur démarrage.

## Principaux serveurs d'applications

### Solutionslibres
- Mille-Xterm - Une infrastructure libre pour le déploiement massif et centralisé de terminaux